# Welby Toomey
Welby Toomey (* 23. Januar 1897 im Fayette County, Kentucky; † 1. Mai 1989 in Lexington, Kentucky) war ein US-amerikanischer Old-Time-Musiker. Toomey war der erste Musiker aus Kentucky, der Plattenaufnahmen mit Gesang machte.

## Leben
Welby Toomey war der Sohn eines englischen Einwanderers. Sein Vater kam als kleiner Junge zusammen mit Toomeys Großeltern von London in die Vereinigten Staaten, wo die Familie sich auf einer Farm nahe Winchester im Clark County, Kentucky, niederließ. Toomey selbst wurde 1897 im Fayette County geboren, wuchs aber im nahegelegenen Madison County auf.

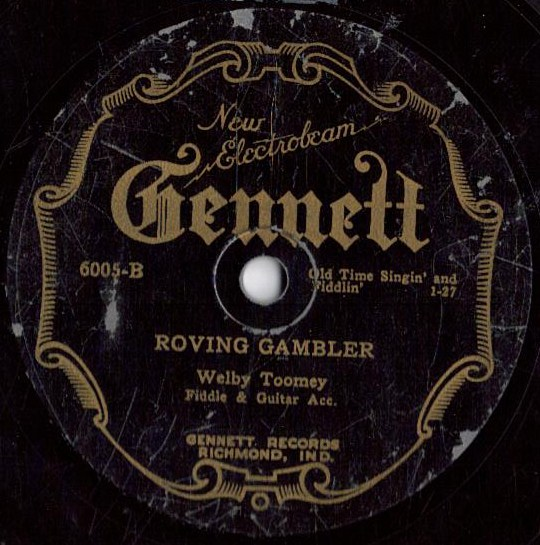
Roving Gambler, ca. 1925

Im Madison County lebte unter anderem auch Fiddlin’ Doc Roberts. Dennis W. Taylor, ein Geschäftsmann und Talent-Scout des Plattenlabels Gennett Records, vermittelte Toomey an das Gennett-Label. Es war Taylors erste Handlung als Talent-Scout und als musikalische Begleitung suchte Taylor den Gitarristen Edgar Boaz und Fiddlin‘ Doc Roberts auf. Im Herbst machte das Trio seine ersten Aufnahmen in Richmond, Indiana, und kehrten noch im selben Jahr in die Studios zurück. Bis 1927 spielte Toomey einige weitere Platten ein, hatte aber nur mittelmäßigen Erfolg damit.
1925 hatte Toomey geheiratet und war dabei, eine Familie zu gründen. Daher gab er 1927 seine Tätigkeit als Musiker auf und arbeitete fortan als Farmer und Friseur. Erst 1969 wurde Toomey von den Folkloristen Norm Cohen und Archie Green aufgesucht, die zuvor Asa Martin in Irvine besucht und interviewt hatten. Schnell machten sie Toomey ausfindig und interviewten auch ihn zu seiner kurzen Karriere im Schallplattengeschäft.

## Diskografie
Aufnahmen wurden auch auf Silvertone Records, Supertone Records, Challenge Records, Champion Records und Herwin Records, oftmals unter Pseudonymen, veröffentlicht.
| Jahr            | Titel                                        | #    | Anmerkungen                  |
| --------------- | -------------------------------------------- | ---- | ---------------------------- |
| Gennett Records |                                              |      |                              |
|                 | Death of John Henry / Roving Gambler         | 6005 |                              |
|                 | Little Brown Jug / In the Shadow of the Pine | 6025 | B-Seite vom Doc Roberts Trio |